# Igreja de São Bento da Cividade (Golpilheira)
A Igreja de São Bento da Cividade, ou Ermida de São Bento da Cividade, situa-se na Freguesia da Golpilheira, no Município da Batalha, em Portugal. Serve a população da zona da Cividade ou Cevidade, a norte da Golpilheira em si, e encontra-se num adro descoberto elevado em relação à povoação.

## Arquitectura e história
A igreja foi construída no século XVI sobre vestígios de uma ermida primitiva, e encontra-se rebocada exteriormente. A fachada principal está orientada para oeste, destacando-se o alpendre, de 1582, apoiado em colunas toscanas e pilares prismáticos dispostos sobre um murete aberto à frente e dos lados. Esta saliência é coberta por telhado de três águas, o que contrasta com o do resto do templo, que é de duas águas. A fachada em si contém um portal de verga recta com cornija e duas pequenas janelas de cada lado. A frontaria termina em empena com uma cruz de pedra no topo e uma torre sineira sobre plinto à direita. Na parede sul, abre-se uma porta, entre dois contrafortes. A sacristia foi construída, tal como o alpendre, em finais do século XVI, e a sua porta de entrada está à esquerda do alpendre.
Quanto ao interior, a nave é coberta por tecto em madeira, e as paredes são tingidas de branco e cobertas, na parte de baixo, por azulejos azuis e brancos. A pia baptismal encontra-se do lado direito, e a capela-mor surge destacada da nave ao elevar-se sobre um degrau e ao estar separado por um arco triunfal. A sua parede tem duas mísulas e, no centro, a figura de Cristo na cruz.
Em 1986, durante obras de restauro, achou-se uma imagem possivelmente de São Domingos, algo relacionado com a Capela ter servido de ermida aos frades dominicanos do Mosteiro de Santa Maria da Vitória. 
A 1 de Setembro de 2011, a igreja de S. Bento foi declarada edifício de Interesse Municipal. 

## Galeria

Igreja de S. Bento
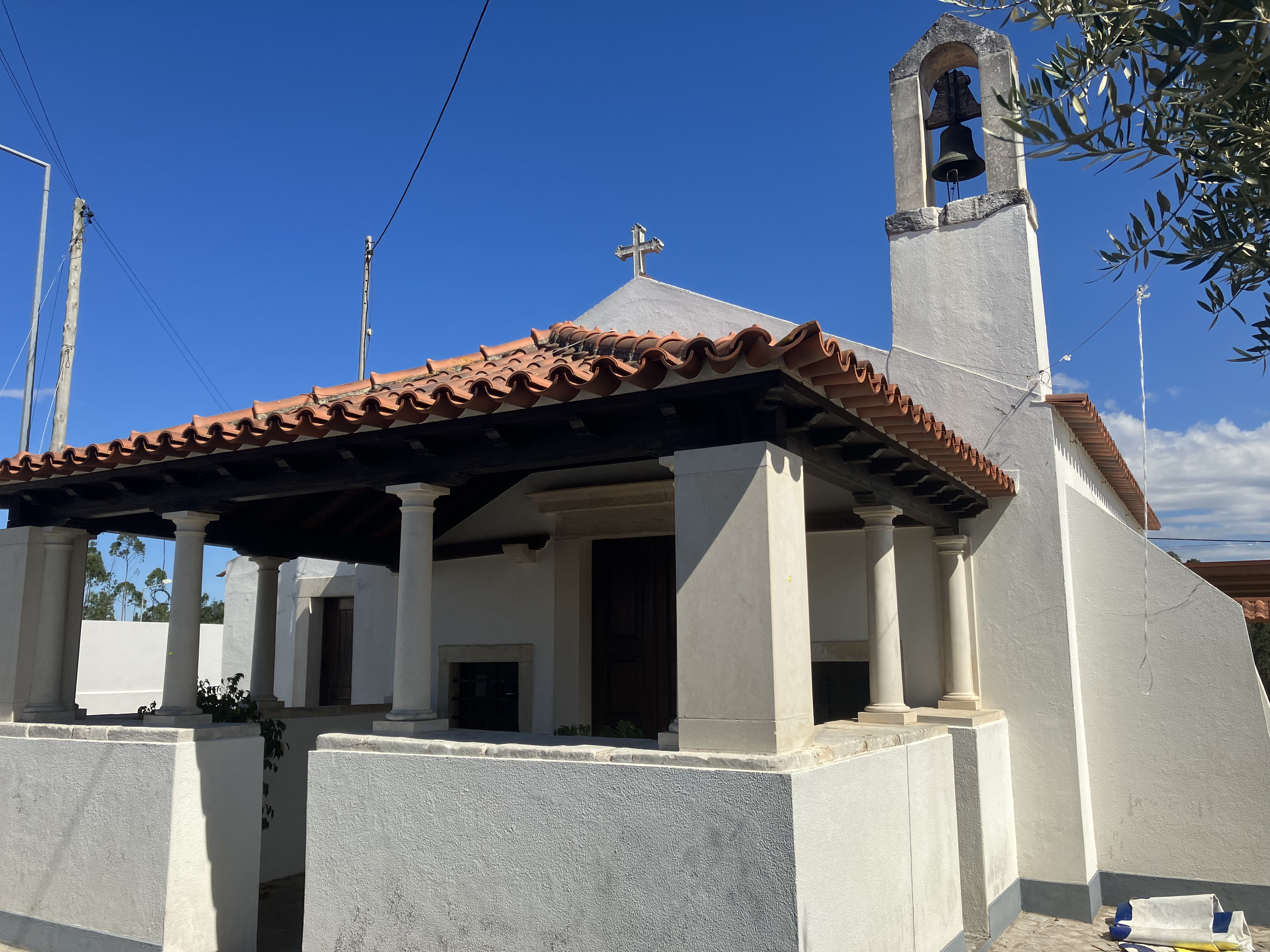
Fachada
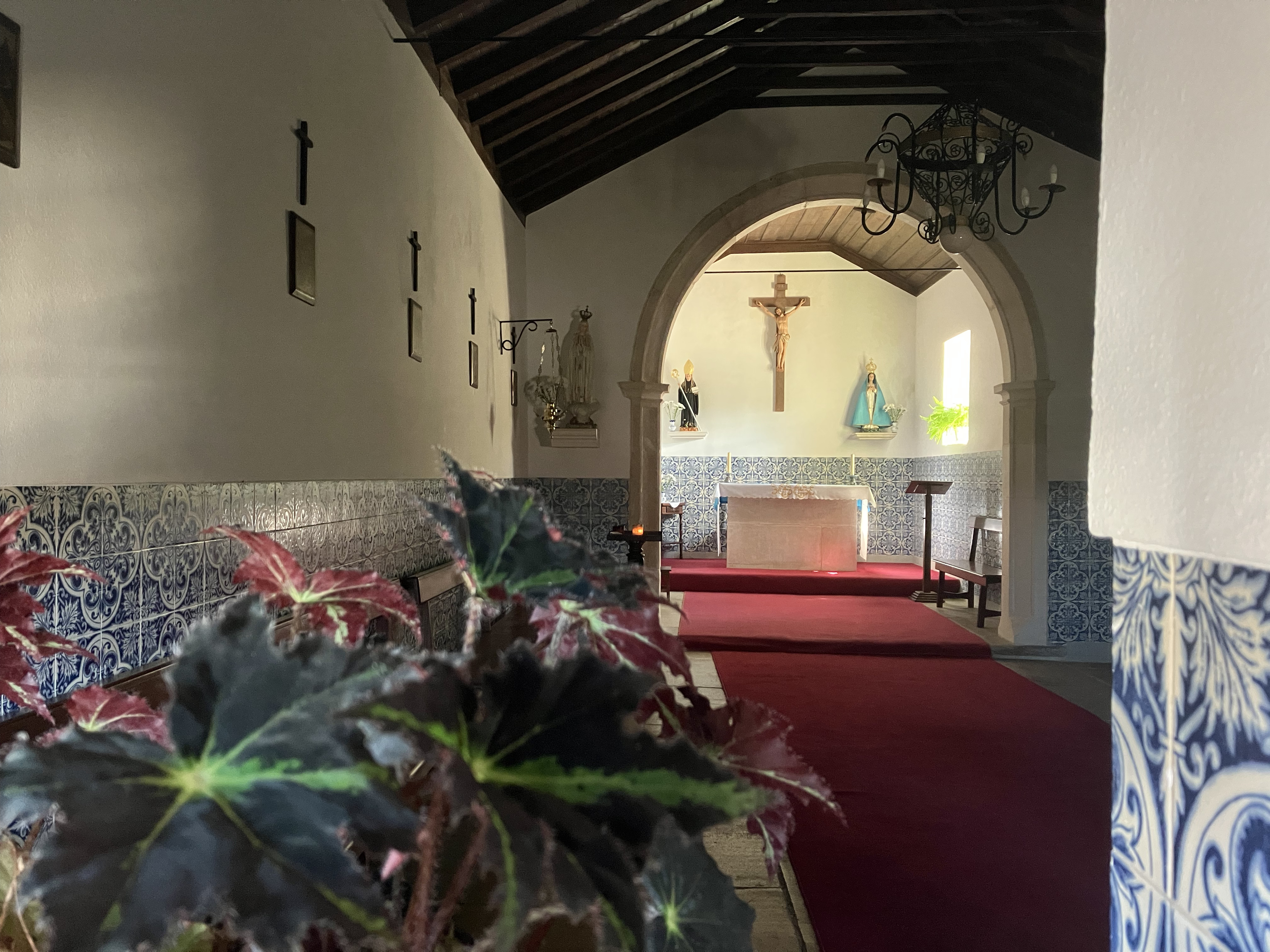
Interior
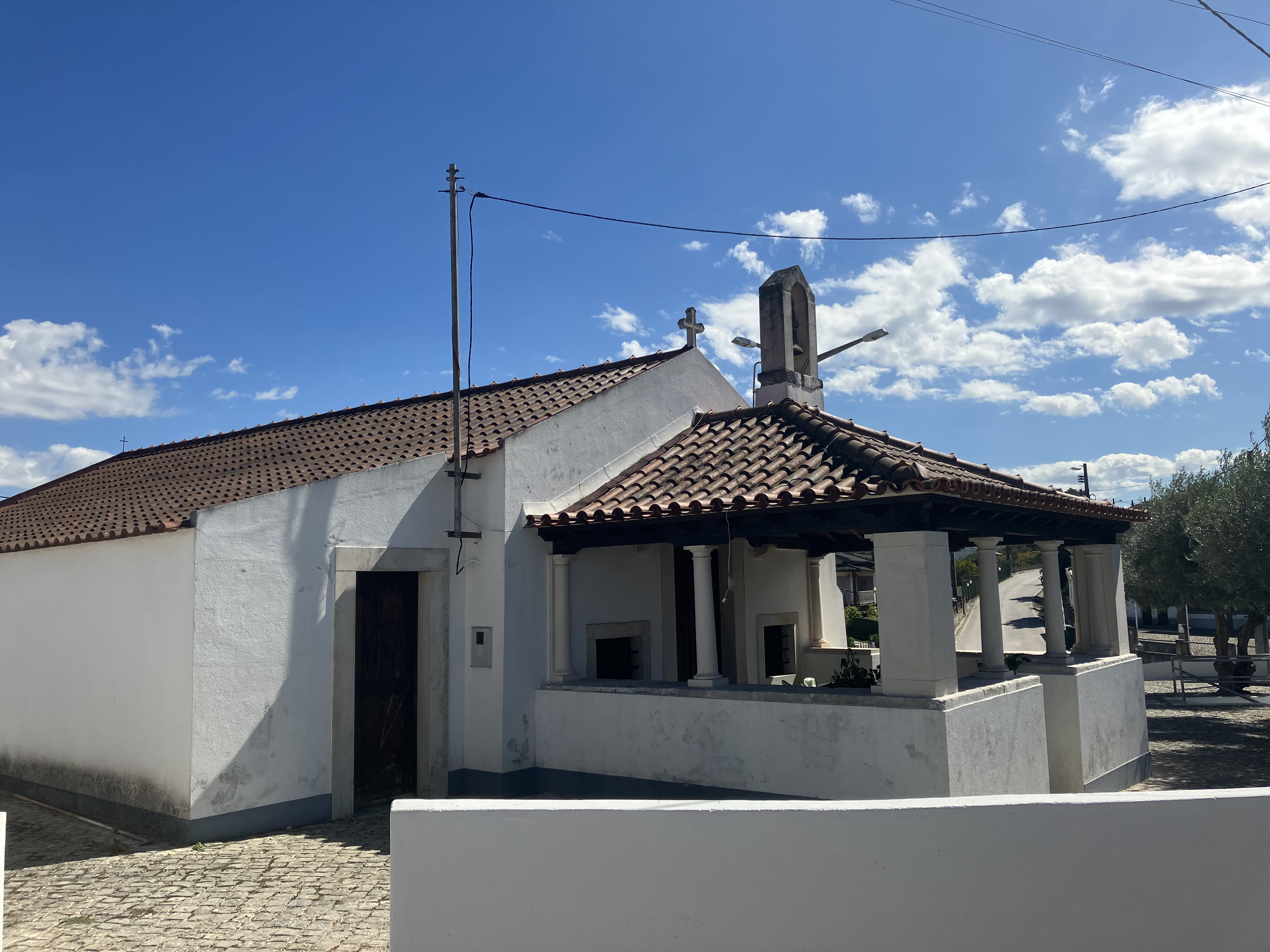
Vista noroeste